# باغ ملی کیوتو گیوئن
باغ ملی کیوتو گیوئن (انگلیسی: Kyoto Gyoen National Garden) یک باغ ملی ژاپن است که در اطراف کاخ امپراتوری کیوتو پراکنده شده‌است.